# دلبررك رك (مقاطعة دورة)
دلبررك رك (بالفارسية: دلبررک رک) هي قرية تقع في قسم ويسيان الريفي (مقاطعة دورة) في إيران. يقدر عدد سكانها بـ 188 نسمة بحسب إحصاء 2016.